# Penisola di Cleveland
La penisola di Cleveland (Cleveland Peninsula) fa parte dell'Alaska sud-orientale (Stati Uniti d'America). Amministrativamente appartiene alla Borough di Ketchikan Gateway (metà meridionale) e alla City and Borough of Wrangell (metà settentrionale). La penisola si trova all'interno della Tongass National Forest.

## Storia - Etimologia
Il nome della penisola è stato dato nel 1886 dalla United States Coast Guard in onore del Presidente degli Stati Uniti d'America Stephen Grover Cleveland (1837-1908).
Nella penisola non ci sono insediamenti abitativi permanenti.

## Geografia
La penisola, lunga circa 90 chilometri e larga mediamente 10 - 25 chilometri, a nord è limitata dalle isole Wrangell (Wrangell Island) a nord-ovest e Etolin (Etolin Island) più a sud, e dall'isola di Revillagigedo (Revillagigedo Island) a sud-est; mentre a nord è ancorata al continente nord-americano. La parte iniziale (a est ) del canale di Bradfield (Bradfield Canal) e la parte iniziale (a nord) della baia di Burroughs (Burroughs Bay) segnano la base della penisola.

### Masse d'acqua
Intorno alla penisola sono presenti le seguenti masse d'acqua (da nord in senso antiorario):
- Canale di Bradfield (Bradfield Canal)[4] 56°12′27″N 131°43′45″W - Il canale, lungo 30 chilometri, limita a nord la "base" della penisola. All'interno del canale (sul lato della penisola) sono presenti le seguenti masse d'acqua:
  - baia di Eagle (Eagle Bay)[5] 56°10′14″N 131°36′13″W - La baia, ampia 320 metri, si trova circa a metà canale difronte al promontorio (penisola) Duck (Duck Point);
  - baia di Anan (Anan Bay)[6] 56°11′07″N 131°53′40″W - La baia, ampia 1,6 chilometri, alla fine del canale (a ovest) e collegata direttamente alla laguna omonima (Anan Lagoon), si trova alla foce del fiume Anan (Anan Creek). Nei pressi della baia si trova un osservatorio per orsi (Bear Observatory);
  - laguna di Anan (Anan Lagoon)[7] 56°10′57″N 131°53′21″W - La laguna, ampia 320 metri collega a foce del fiume Anan (Anan Creek) con la baia di Anan (Anan Bay).
- Stretto di Ernest (Ernest Sound)[8] 55°59′38″N 132°04′30″W - Il canale limita ad ovest la penisola, e la divide dalle isole Wrangell (Wrangell Island) e Etolin (Etolin Island). All'interno del canale (sul lato della penisola) sono presenti le seguenti masse d'acqua:
  - canale di Seward (Seward Passage)[9] 56°01′22″N 131°58′26″W - Il canale, lungo 17,7 chilometri, divide la penisola dall'isola di Deer (Deer Island);
  - baia di Frosty (Frosty Bay)[10] 56°03′57″N 131°58′10″W - La baia si trova nella parte settentrionale del canale di Seward (Seward Passage), difronte all'isola di Deer (Deer Island); la parte più interna fa da foce al fiume Frosty (Frosty Creek);
  - insenatura di Santa Anna (Santa Anna Inlet)[11] 56°59′23″N 131°57′06″W - La baia si trova nella parte meridionale del canale di Seward (Seward Passage), difronte all'isola di Deer (Deer Island);
  - baia di Sunny (Sunny Bay)[12] 56°58′26″N 131°58′49″W - La baia si trova all'entrata meridionale del canale di Seward (Seward Passage), tra il promontorio Santa Anna (Santa Anna Point) a nord e il promontorio Watkins (Watkins Point) a sud-ovest;
  - baia di Emerald (Emerald Bay)[13] 55°53′23″N 132°02′28″W - La baia, ampia 800 metri, si trova difronte all'isola di Easterly (Easterly Island);
  - insenatura di Vixen (Vixen Inlet)[14] 55°49′12″N 132°05′31″W - L'insenatura, profonda quasi 6 chilometri, è la foce del fiume Hofstad (Hofstad Creek); al centro dell'insenatura si trova l'isola di Sunshine (Sunshine Island);
  - baia di Vixen (Vixen Harbor)[15] 55°48′09″N 132°09′25″W - La baia si trova nei pressi nel promontorio (penisola) di Union (Union Point);
  - baia di Union (Union Bay)[16] 55°45′38″N 132°12′46″W - La baia si trova nei pressi nel promontorio (penisola) di Lemesurier (Lemesurier Point), all'estremità meridionale dello stretto di Ernest (Ernest Sound), e fa da foce al fiume Black Bear (Black Bear Creek).
- Stretto di Clarence (Clarence Strait)[17] 55°59′20″N 132°36′57″W - Lo stretto, lungo in tutto 202 chilometri, delimita la parte finale (più a sud) della penisola e la separa dalla penisola di Kasaan (Kasaan Peninsula) nell'isola Principe di Galles (Prince of Wales Island).
- Canale di Behm (Behm Canal)[18] 55°56′13″N 131°11′18″W - Il canale, lungo 173 chilometri, che circonda quasi completamente l'isola di Revillagigedo (Revillagigedo Island), divide quest'ultima dalla penisola di Cleveland. All'interno del canale (sul lato della penisola) sono presenti le seguenti masse d'acqua:	
  - baia di Bond (Bond Bay)[19] 55°31′43″N 131°57′05″W - La baia, ampia 960 metri, si trova quasi all'estremo sud della penisola.
  - baia di Smugglers (Smugglers Cove)[20] 55°35′12″N 131°57′20″W - La baia si trova alla foce dei fiumi Falls (Falls Creek) e Smugglers (Smugglers creek);
  - baia di Helm (Helm Bay)[21] 55°37′30″N 131°57′40″W - La baia è un fiordo lungo 12 chilometri;
  - baia di Wadding (Wadding Cove)[22] 55°37′10″N 131°53′16″W - La baia si trova tra il promontorio Helm (Helm Point) e Mike (Mike Point);
  - baia di Raymond (Raymond Cove)[23] 55°37′56″N 131°32′15″W - La baia si trova appena a nord della baia di Wadding (Wadding Cove);
  - baia di Stewart (Port Stewart)[24] 55°43′47″N 131°52′10″W - La baia è un fiordo lungo 6,4 chilometri;
  - baia di Spacious (Spacious Bay)[25] 55°51′37″N 131°49′58″W - Al centro della baia si trova l'isola di Square (quare Island);
  - baia di Yes (Yes Bay)[26] 55°54′48″N 131°47′37″W - La baia consiste in un lungo fiordo di quasi 9 chilometri;
  - baia di Bailey (Bailey Bay)[27] 55°57′30″N 131°37′05″W - La baia consiste in un lungo fiordo di quasi 5,4 chilometri situato all'imboccatura sud-ovest del canale di Bell (Bell Arm);
  - canale di Bell (Bell Arm)[28] 55°58′11″N 131°31′14″W - Il "braccio di mare" è lungo 15,2 chilometri, si sviluppa parallelamente al canale di Behm (Behm Canal) e divide la penisola dall'isola di Bell (Bell Island);
  - baia di Short (Short Bay)[29] 55°59′34″N 131°31′04″W - La baia consiste in una piccola insenatura posta al centro del canale di Bell (Bell Arm);
  - canale di Anchor (Anchor Pass)[30] 55°58′41″N 131°24′16″W - Il canale Anchor collega la parte nord del canale di Bell (Bell Arm) con il canale di Behm (Behm Canal);
  - baia di Burroughs (Burroughs Bay)[31] 56°02′17″N 131°08′06″W - La baia è un fiordo di 14,5 chilometri che si dirama a nord del canale di Bell (Bell Arm) e delimita a oriente la penisola; alla base nord della baia sfociano due importanti fiumi della zona: il fiume Klahini (Klahini River) e il fiume Unuk (Unuk River).

### Promontori
Sulla penisola sono presenti alcuni promontori (da nord in senso antiorario):
- Promontori nel canale di Bradfield (Bradfield Canal):
  - promontorio di Duck (Duck Point)[32] 56°11′30″N 131°36′09″W - Il promontorio (penisola), con una elevazione di 78 metri, si trova in prossimità della lato est del canale di Bradfield (Bradfield Canal) vicino alla baia di Eagle (Eagle Bay);
  - promontorio di Warde (Point Warde)[33] 56°10′26″N 131°58′05″W - Il promontorio, con una elevazione di 41 metri, si trova all'incrocio del canale di Bradfield (Bradfield Canal) con lo stretto di Ernest (Ernest Sound).
- Promontori nello stretto di Ernest (Ernest Sound):
  - promontorio di Santa Anna (Point Santa Anna)[34] 56°59′03″N 131°57′41″W - Il promontorio (penisola), con una elevazione di 114 metri, si trova all'interno del canale di Seward (Seward Passage) tra l'insenatura di Santa Anna (Santa Anna Inlet) e la baia di Sunny (Sunny Bay);
  - promontorio di Watkins (Watkins Point)[35] 55°57′34″N 132°02′15″W - Il promontorio si trova all'estremità sud del canale di Seward (Seward Passage);
  - promontorio di Eaton (Eaton Point)[36] 55°56′21″N 132°04′02″W - Il promontorio, con una elevazione di 92 metri, si trova difronte all'isola di Brownson (Brownson Island);
  - promontorio di Vixen (Vixen Point)[37] 55°51′01″N 132°05′32″W - Il promontorio, con una elevazione di 3 metri, si trova all'entrata settentrionale dell'insenatura di Vixen (Vixen Inlet);
  - promontorio di Union (Union Point)[38] 55°48′08″N 132°10′39″W - Il promontorio, con una elevazione di 20 metri, protegge la baia di Vixen (Vixen Harbor);
  - promontorio di Magnetic (Magnetic Point)[39] 55°47′18″N 132°11′16″W - Il promontorio, con una elevazione di 18 metri, si trova all'entrata settentrionale della baia di Union (Union Bay).
- Promontori nello stretto di Clarence (Clarence Strait):
  - promontorio di Lemesurier (Lemesurier Point)[40] 55°45′11″N 132°15′22″W - Il promontorio (penisola), con una elevazione di 31 metri, si trova all'entrata sud-ovest della baia di Union (Union Bay);
  - promontorio di Niblack (Niblack Point)[41] 55°33′06″N 132°07′06″W - Il promontorio, con una elevazione di 22 metri, si trova difronte alla penisola di Kasaan (Kasaan Peninsula) nell'isola Principe di Galles (Prince of Wales Island);
  - promontorio di Caamano (Caamano Point)[42] 55°29′33″N 131°58′09″W - Il promontorio segna il punto più a sud della penisola e divide lo stretto di Clarence (Clarence Strait) dal canale di Behm (Behm Canal).
- Promontori nel canale di Behm (Behm Canal):
  - promontorio di Helm (Helm Point)[43] 55°36′23″N 131°53′41″W - Il promontorio, con una levazione di 15 metri, si trova all'entrata nord della baia di Helm (Helm Bay);
  - promontorio di Mike (Mike Point)[44] 55°37′21″N 131°52′57″W - Il promontorio divide la baia di Wadding (Wadding Cove) dalla baia di Raymond (Raymond Cove);
  - promontorio di Francis (Point Francis)[45] 55°40′20″N 131°49′32″W - Il promontorio ha una elevazione di 14 metri;
  - promontorio di Heckman (Heckman Point)[46] 55°45′17″N 131°47′57″W;
  - promontorio di Snail (Snail Point)[47] 55°49′00″N 131°46′13″W - Il promontorio (penisola), con una elevazione di 71 metri, si trova all'entrata meridionale della baia di Spacious (Spacious Bay);
  - promontorio di Bluff (Bluff Point)[48] 55°53′06″N 131°44′51″W - Il promontorio, con una elevazione di 13 metri, si trova all'entrata meridionale della baia di Yes (Yes Bay);
  - promontorio di Syble (Syble Point)[49] 55°53′20″N 131°44′11″W - Il promontorio, con una elevazione di 63 metri, si trova all'entrata settentrionale della baia di Yes (Yes Bay).

### Fiumi
Principali fiumi della penisola (le coordinate si riferiscono alla foce):
- Fiumi immissari del canale di Bradfield (Bradfield Canal):
  - fiume Bradfield (Bradfield River)[50] 56°13′21″N 131°30′15″W - Il fiume è formato da due rami: North Fork e East Fork; entrambi i rami nascono nelle "Montagne Costiere" (Coast Mountains) al confine con il Canada e confluiscono a circa 4 chilometri dalla foce;
  - fiume Hidden (Hidden Creek )[51] 56°13′00″N 131°30′30″W - Il fiume, un emissario del lago Tyee (Tyee Lake), sfocia poco a sud del fiume Bradfield (Bradfield River) ed è lungo 2,8 chilometri;
  - fiume Eagle (Eagle River)[52] 56°09′49″N 131°35′51″W - Il fiume, un emissario del lago Eagle (Eagle Lake), sfocia nella baia di Eagle (Eagle Bay) ed è lungo circa 16 chilometri. Il lago Eagle è poco distante dalla baia di Burroughs (Burroughs Bay). La valle del fiume quindi divide a nord-est più o meno la penisola dal continente;
  - fiume Hoya (Hoya Creek)[53] 56°11′15″N 131°42′17″W - Il fiume, lungo 12,8 chilometri, si immette a metà del canale di Bradfield (Bradfield Canal);
  - fiume Anan (Anan Creek)[54] 56°10′48″N 131°53′12″W - Il fiume, lungo 4 chilometri, sfocia nella baia di Anan (Anan Bay) e riceve le acque dai laghi di Anan (Anan Lake) e di Boulder (Boulder Lake).
- Fiumi immissari dello stretto di Ernest (Ernest Sound):
  - fiume Frosty (Frosty Creek)[55] 56°03′27″N 131°57′30″W - Il fiume, lungo 8 chilometri, sfocia nella baia di Frosty (Frosty Bay) del canale di Seward (Seward Passage);
  - fiume Hofstad (Hofstad Creek)[56] 55°46′48″N 132°00′07″W - Il fiume, lungo 6 chilometri, sfocia nell'insenatura di Vixen (Vixen Inlet);
  - fiume Cannery (Cannery Creek)[57] 55°45′46″N 132°10′59″W - Il fiume, lungo pochi chilometri, sfocia nel nord della baia di Union (Union Bay);
  - fiume Black Bear (Black Bear Creek )[58] 55°43′33″N 132°10′00″W - Il fiume, lungo 9,6 chilometri, sfocia nella baia di Union (Union Bay) ed è un emissario del lago Bear (Bear Lake).
- Fiumi immissari del canale di Behm (Behm Canal):
  - fiume Smugglers (Smugglers Creek)[59] 55°35′48″N 131°58′32″W - Il fiume sfocia nella baia di Smugglers (Smugglers Cove) ed è un emissario del lago omonimo;
  - fiume Falls (Falls Creek)[60] 55°35′49″N 131°58′33″W - Il fiume, lungo 2 chilometri, sfocia nella baia di Smugglers (Smugglers Cove) e nasce dal monte Gold (Gold Mountain);
  - fiume Granite (Granite Creek)[61] 55°38′34″N 131°52′00″W - Il fiume, lungo 9 chilometri, sfocia nella baia di Raymond (Raymond Cove);
  - fiume Wasta (Wasta Creek)[62] 55°51′25″N 131°55′07″W - Il fiume sfocia nella baia di Spacious (Spacious Bay);
  - fiume Walker (Walker Creek)[63] 55°59′28″N 131°50′47″W - Il fiume alimenta il lago McDonald (McDonald Lake);
  - fiume Wolverine (Wolverine Creek)[64] 55°54′58″N 131°47′46″W - Il fiume (molto breve), un emissario del lago Mc Donald (Mc Donald Lake), sfocia nella baia di Yes (Yes Bay);
  - fiume Spring (Spring Creek)[65] 55°59′20″N 131°39′26″W - Il fiume alimenta il lago Shelokum (Shelokum Lake) a una quota di 127 metri;
  - fiume Short (Short Creek)[66] 56°00′15″N 131°31′36″W - Il fiume, lungo 12 chilometri, alimenta il lago Reflection (Reflection Lake), quindi esce dal lago e si immette nella baia di Short (Short Bay) collegata al canale di Bell (Bell Arm);
  - fiume Grant (Grant Creek)[67] 56°02′19″N 131°12′46″W - Il fiume, lungo 22 chilometri, nasce sul versante meridionale delle "Montagne Costiere" (Coast Mountains) al confine con il Canada e si immette nella baia di Burroughs (Burroughs Bay).
  - fiume Eulachon (Eulachon River)[68] 56°05′10″N 131°05′34″W - Il fiume, lungo 11 chilometri, nasce sul versante meridionale delle "Montagne Costiere" (Coast Mountains) al confine con il Canada e si immette nella baia di Burroughs (Burroughs Bay).

### Laghi
Elenco dei laghi presenti sulla penisola (le misure possono essere indicative):
| Nome del lago                              | Quota (m s.l.m.) | Dimensioni in chilometri (lunghezza x larghezza) | Coordinate             | Note |
| ------------------------------------------ | ---------------- | ------------------------------------------------ | ---------------------- | --- |
| Lago di Tyee (Tyee Lake)                   | 417              | 3,22 x 0,62                                      | 56°11′20″N 131°28′52″W | È alimentato soprattutto dalle acque del monte Tyee (Tyee Mount) e attraverso il fiume Tyee (Tyee Creek) si immette nel canale di Bradfield (Bradfield Canal).                                                     |
| Lago di Anan (Anan Lake)                   | 70               | 4 x 0,65                                         | 56°08′30″N 131°53′23″W | Riceve le acque dal vicino lago Boulder (Boulder Lake) poco più alto a 109 metri, e si scarica, tramite il fiume Anan (Anan Creek) nella baia di Anan (Anan Bay) del canale di Bradfield (Bradfield Canal).        |
| Lago di Boulder (Boulder Lake)             | 109              | 3,2 x 0,62                                       | 56°06′36″N 131°52′08″W | Si scarica nel vicino lago Anan (Anan Lake) poco più basso a 70 metri. |
| Lago di Halfmoon (Halfmoon Lake)           | 246              | 2,4 x 0,4                                        | 56°01′57″N 131°45′34″W | Le acque del lago si versano, tramite una cascata, in un vicino lago più a ovest e quindi tramite il fiume Walker (Walker Creek) raggiungono il lago Mc Donald (Mc Donald Lake) e infine la baia di Yes (Yes Bay). |
| Lago di Reflection (Reflection Lake)       | 89               | 7 x 0,57                                         | 56°01′59″N 131°35′41″W | Riceve le acque del fiume Short (Short Creek) e, con lo stesso fiume, si riversa della baia di Short (Short Bay) del braccio di mare di Bell (Bell Arm).                                                           |
| Lago di Eagle (Eagle Lake)                 | 91               | 6,4 x 0,8                                        | 56°02′48″N 131°27′20″W | Le sue acque si riversano nella baia di Eagle (Eagle Bay). |
| Lago di Nellie (Lake Nellie)               | 130              | 2,1 x 0,55                                       | 56°00′52″N 131°37′53″W | Le sue acque si riversano nel lago di Shelokum (Lake Shelokum) e quindi nella baia di Bailey (Bailey Bay). |
| Lago di Bess (Lake Bess)                   | 195              | 1,3 x 0,2                                        | 55°59′58″N 131°37′29″W | È un piccolo lago collegato al lago di Shelokum (Lake Shelokum). |
| Lago di Rowena (Lake Rowena )              | 367              | 1,9 x 0,37                                       | 56°00′04″N 131°40′27″W | È un lago isolato. |
| Lago di Standing Rock (Standing Rock Lake) | 349              | 1,3 x 0,33                                       | 56°00′15″N 131°54′41″W | Si immette nel canale di Seward (Seward Passage). |
| Lago di Helen (Lake Helen)                 | 5                | 1,2 x 0,3                                        | 55°58′14″N 131°55′48″W | Si immette nella insenatura di Santa Anna (Santa Anna Inlet). |
| Lago di McDonald (Lake McDonald)           | 18               | 7,2 x 0,53                                       | 55°57′52″N 131°50′14″W | Riceve le acque del fiume Walker (Walker Creek) e si scarica nella baia di Yes (Yes Bay) tramite il fiume Wolverine (Wolverine Creek).                                                                             |
| Lago di Shelokum (Lake Shelokum)           | 104              | 2,4 x 0,9                                        | 55°59′15″N 131°38′53″W | Riceve le acque dal fiume Spring (Spring Creek) e si scarica nella baia di Bailey (Bailey Bay). |
| Lago di Maude (Lake Maude)                 | 413              | 1,6 x 0,47                                       | 55°57′54″N 131°39′26″W | Si scarica nella baia di Bailey (Bailey Bay). |
| Lago di Bear (Bear Lake)                   | 149              | 1,1 x 0,35                                       | 55°40′51″N 132°06′20″W | Tramite il fiume Black Bear (Black Bear Creek ) si scarica nella baia di Union (Union Bay). |
| Lago di Bugge (Bugge Lake)                 | 138              | 2 x 0,45                                         | 55°39′42″N 132°03′39″W | Si scarica nella baia di Helm (Helm Bay). |
| Lago di Helm (Helm Lake)                   | 11               | 2 x 0,55                                         | 55°37′58″N 131°56′18″W | Il lago è parallelo alla baia di Helm (Helm Bay) e si scarica nella stessa. |
| Lago di Rainbow (Rainbow Lake)             | 195              | 1,6 x 0,5                                        | 55°37′36″N 132°07′24″W | Il lago si scarica nello stretto di Clarence (Clarence Strait). |
| Lago di Smugglers (Smugglers Lake)         | 53               | 1,7 x 1,5                                        | 55°35′28″N 132°00′10″W | Il lago si scarica nella baia di Smugglers (Smugglers Cove) tramite il fiume Smugglers (Smugglers creek). |

### Monti
Elenco dei monti presenti nella penisola:
| Nome del monte                | Quota (m s.l.m.) | Coordinate             | Note |
| ----------------------------- | ---------------- | ---------------------- | --- |
| Monte Tyee (Mount Tyee)       | 1.437            | 56°12′27″N 131°26′23″W | Il monte si trova tra il lago Tyee (Tyee Lake) e il fiume Bradfiled East Fork (Bradfiled East Fork Eiver).                                                                                      |
| Monte Spur (Spur Mountain)    | 1.474            | 56°10′22″N 131°05′54″W | La montagna, che si estende per circa 12 chilometri verso nord, limita la "base" della penisola dal fiume Unuk (Unuk River) fino, più a nord, alla valle del fiume Bradfield (Bradfield River). |
| Monte Table (Table Mountain ) | 758              | 55°58′34″N 131°54′24″W | La montagna domina l'insenatura di Santa Anna (Santa Anna Inlet). |
| Monte Bald (Bald Mountain)    | 801              | 55°58′58″N 131°49′23″W | La montagna si trova ad est del lago McDonald (McDonald Lake). |
| Monte Twin Rift (Twin Rift)   | 1.067            | 55°58′49″N 131°48′04″W | La montagna si trova ad est del lago McDonald (McDonald Lake). |
| Monte Burnett (Mount Burnett) | 875              | 55°46′41″N 132°07′32″W | La montagna si trova nella parte meridionale della penisola tra l'insenatura di Vixen (Vixen Inlet), a nord, e la baia di Union (Union Bay) più a sud.                                          |
| Monte South (South Mount)     | 919              | 55°44′29″N 132°08′22″W | La montagna domina da est la baia di Union (Union Bay). |
| Monte Gold (Gold Mountain)    | 619              | 55°37′05″N 131°59′37″W | La montagna si trova ad ovest della baia di Helm (Helm Bay) poco più a nord della punta più meridionale della penisola.                                                                         |
| Monte Marr (Mount Marr )      | 695              | 55°33′26″N 131°58′59″W | È la montagna più a sud della penisola. |

### Isole limitrofe
Intorno alla penisola sono presenti le seguenti isole minori (da nord in senso antiorario):
- Isole presenti nello stretto di Ernest (Ernest Sound):
  - isola di Deer (Deer Island)[97] 56°02′30″N 132°01′06″W - L'isola, con una elevazione di 680 metri e una lunghezza di 13,6 chilometri, si nella parte occidentale-settentrionale della penisola tra il canale di Seward (Seward Passage) e lo stretto di Ernest;
  - isola di Change (Change Island)[98] 55°58′29″N 132°00′24″W - L'isola, lunga 160 metri, si trova all'entrata sud del canale di Seward (Seward Passage);
  - isola di Easterly (Easterly Island)[99] 55°53′41″N 132°05′21″W - L'isola, lunga 480 metri e una elevazione di 11 metri, si trova difronte alla baia di Emerald (Emerald Bay);
  - isola di Sunshine (Sunshine Island)[100] 55°49′05″N 132°05′06″W - L'isola, lunga 310 metri, si trova all'interno dell'insenatura di Vixen (Vixen Inlet);
  - isola di Misery (Misery Island)[101] 55°45′04″N 132°16′38″W - L'isola, lunga 903 metri con una elevazione di 7 metri, si trova ad ovest del promontorio di Lemesurier (Lemesurier Point);
  - isola di Meyers (Meyers Island)[102] 55°44′26″N 132°15′46″W - L'isola, lunga 650 metri con una elevazione di 9 metri, si trova ad sud-ovest del promontorio di Lemesurier (Lemesurier Point);
  - arcipelago di Three (Three Islands)[103] 55°42′08″N 132°13′52″W - L'arcipelago formato da tre piccole isole si trova a sud del promontorio di Lemesurier (Lemesurier Point).
- Isole presenti nel canale di Behm (Behm Canal):
  - isola di Thomas (Thomas Island)[104] 55°37′07″N 131°56′49″W - L'isola, lunga 600 metri con una elevazione di 2 metri, si trova nella baia di Helm (Helm Bay);
  - isola di Forss (Forss Island)[105] 55°37′44″N 131°58′19″W - L'isola, lunga 640 metri, si trova nella baia di Helm (Helm Bay);
  - isola di Trunk (Trunk Island)[106] 55°36′00″N 131°53′01″W - L'isola, molto piccola, si trova sul prolungamento del promontorio di Helm (Helm Point);
  - isola di Square (Square Island)[107] 55°51′05″N 131°49′43″W - L'isola, lunga 1,7 chilometri e con una elevazione di 29 metri, si trova al centro della baia di Spacious (Spacious Bay);
  - isola di Black (Black Island)[108] 55°54′04″N 131°39′37″W - L'isola, lunga 4,8 chilometri e con una elevazione di 120 metri, separa la penisola dall'isola di Hassler (Hassler Island);
  - isola di Bell (Bell Island)[109] 55°57′25″N 131°29′10″W - L'isola, lunga 12,5 chilometri e con una elevazione di 185 metri, separa la penisola dall'isola di Revillagigedo (Revillagigedo Island).

## Aree gestite nella penisola
- Misty Fiords National Monument. La parte nord-orientale della penisola è interessata al parco nazionale "Misty Fiords National Monument".
- Tongass National Forest. Tutta la penisola si trova all'interno della "Tongass National Forest".
- Anan LUD II Management Area. La Anan LUD II Management Area è un'area, nel nord-est della penisola nei pressi del lago Anan, gestita dal Servizio forestale degli Stati Uniti.